# Belonia
Belonia è una suddivisione dell'India, classificata come nagar panchayat, di 15.687 abitanti, situata nel distretto del Tripura Meridionale, nello stato federato del Tripura. In base al numero di abitanti la città rientra nella classe IV (da 10.000 a 19.999 persone).

## Geografia fisica
La città è situata a 23° 15' 10 N e 91° 27' 5 E e ha un'altitudine di 22 m s.l.m..

## Società

### Evoluzione demografica
Al censimento del 2001 la popolazione di Belonia assommava a 15.687 persone, delle quali 8.081 maschi e 7.606 femmine. I bambini di età inferiore o uguale ai sei anni assommavano a 1.341, dei quali 686 maschi e 655 femmine. Infine, coloro che erano in grado di saper almeno leggere e scrivere erano 13.293, dei quali 7.130 maschi e 6.163 femmine.